# 深津繪里
深津繪里（日语：／ Fukatsu Eri，1973年1月11日—），日本女演員，大分縣大分市出身，經紀公司為Amuse。出道初期曾陸續使用水原里繪、高原里繪等藝名。暱稱「小深」。

## 人物

### 經歷
- 1986年，至東京原宿參加原宿小姐比賽獲勝，由此成為進入演藝圈之途。（當年13歲）
- 1988年，以藝名「水原里繪」名義參與首部戲劇作品：電影《1999年的暑假》（為萩尾望都1974年的漫畫《湯瑪斯的心臟》翻案之作，由金子修介執導，該年3月26日公開），在此片中以反串方式飾演少年角色。同年因拍攝JR東海的廣告《HOME-TOWN，EXPRESS・聖誕編》而成名。
- 1989年，電影《滿月之吻》榮獲羅馬奇幻電影節最佳女主角，並以劇中角色名「高原里繪」發行個人單曲。隔年再以該作品獲得日本電影金像獎新人賞。此時期曾先後以水原里绘、高原里绘為藝名走偶像歌手路線（亦有段時期以本名「深津繪里」與前述兩個藝名並用），並未得到太大的迴響，之後改回本名繼續演藝之路。
- 1990年，初次主演連續劇為TBS電視播出的日劇《日本天堂》（パラダイスにっぽん，戶高正啟導演），更當選日本雜誌《デラべっぴん》調查「最想與哪個女演員同性戀」的第一名。
- 1992年，參與連續劇《壯志驕陽》，此為首次於富士電視台演出之作品。
- 1995年，演出《白雪情緣》（原名：最美好的單戀），為首次擔綱女主角的戲劇演出作品。
- 1996年，首次主演電影《春天情書》，演技搏得好評。榮獲山路文子賞、日本映畫批評家大賞新人獎及橫濱電影節最佳女主角、並入圍日本電影金像獎最佳女主角。
- 1997年，因富士電視台播出的電視劇《大搜查線》恩田堇一角，知名度大增。
- 1998年，主演電視劇《閃亮的人生》，於1999年、2000年陸續播出SP。
- 2002年，主演連續劇《愛的力量》引起廣大女性共鳴，獲得第5回日刊體育日劇大賞最佳女主角獎，日本於每年冬季重播此劇。
- 2003年，電影作品《大搜查線2，封鎖彩虹橋》、《宛如阿修羅》同時入圍第27屆日本電影金像獎最佳女配角。同年演出電視劇《愛的力量》。
- 2004年，以《宛如阿修羅》獲得第27屆日本電影金像獎最佳女配角獎。
- 2008年，參與舞台劇《春琴》演出，榮獲第43回紀伊國屋演劇賞個人賞。
- 2009年，以電影《魔幻時刻》入圍2009年亞洲電影大獎最佳女主角，並出席於香港舉辦的頒獎典禮。此外，舞台劇《春琴》於東京世田谷公共劇場及英國倫敦巴比肯劇場再演。
- 2010年，電影《惡人》榮獲第34屆加拿大蒙特婁影展最佳女演員獎、報知電影賞及日刊體育電影大賞最佳女主角。同年11月至12月，舞台劇《春琴》二度再演，先後於倫敦、巴黎、東京公演後，更首度到台灣演出。
- 2011年，憑電影《惡人》於第34屆日本電影金像獎再度獲得最佳女主角獎，並成為繼桃井薰、大竹忍、小柳留美子、倍賞美津子、原田美枝子、和久井映見、樹木希林之後，第八位於日本電影金像獎獲得過最佳女主角及最佳女配角雙項殊榮的女演員。
- 2012年，擔任第35屆日本電影金像獎典禮司儀，同時以電影《鬼壓床了沒》再度入圍最佳女主角獎。

### 個性
- 為獨生女，父親是工程師，小時候其父常藉出差之便帶她出國旅行，據說她就是因此而愛上旅遊。母親是書法家深津諭美子。
- 由於其演出的作品大多在富士電視台，因而被稱為「富士之女（富士子）」。
- 以一頭長年不變的黑髮聞名。即便由於角色不同而變換髮型，但髮色卻一直都是黑髮。她在拍的廣告時曾在訪問中說：「我覺得黑髮和我的眉毛及瞳色最相襯，所以從來沒想過要染髮。」臉上的痣及雀斑為其魅力所在。
- Disney迷。
- 曾說：「因為很喜歡說話有影響力，所以小時候曾想過當藥劑師。但一聽到朋友說想當保母，就會說自己也想成為保母，是很容易受影響的人。不過最確定的是那時候很想快點長大。」曾在評論自己的優缺點時說：「我常會脫口而出，說了別人說不出口的話。」
- 把自己的性格要比喻為動物的話，會選牛，因為牛總是悠閒自在地慢慢走。最喜歡的動物是獵豹。
- 不太在乎交往的對象的年紀，就算是只想追尋夢想的男人也沒關係。（出處：《我們的音樂》與福山雅治的對談）
- 非常喜歡吃美食。問她：什麼事妳絕對不會妥協？她回答：「甜點。我認為甜點是在用餐後不可或缺的，所以我絕對不妥協。」
- 因為很喜歡電影院的氣氛，常常為了在電影院看電影而進戲院。
- 和常盤貴子一起演出連續劇後倆人感情就很好，私底下也常一起出遊。
- 和SMAP的所有成員都在連續劇中合作過。

### 評價及逸事
- 大分縣大分市出身，在《大搜查線秋季犯罪撲滅Special》中有一個鏡頭曾以大分腔說台詞。在同一系列作中也與同為大分縣出身的中山裕介（日语：ユースケ・サンタマリア）合作。
- 和常盤貴子、天海祐希感情很好。天海還以三人同為三十多歲的女性而開了名為「帥氣地快樂過活三十路會」。
- 三谷幸喜曾提及之所以會在電影《魔幻時刻》中起用她，是因為在2007年上映的電影《西遊記》中一起演出時，「覺得她給人的感覺很舒服」。深津繪里在《魔幻時刻》中唱歌的那場戲，不是事後錄音而是現場演唱；此外，同一首歌她還唱了長版作為片尾曲使用。關於此事，三谷的評論是：「深津小姐不管唱歌也好、演戲也好，真的讓人覺得很棒。就算有即興演出時，她也絕對不會笑場（英语：Corpsing），也幾乎不NG。她的意志力很強，是那種不太會崩潰的類型。」「聽力很好，英語發音也很完美，片尾曲是壓箱寶！」（出處：電影《魔幻時刻》公式書）
- 在第34屆日本電影金像獎頒獎禮的最佳女主角訪問中被問到「興趣為何？」時，深津回答：「曾經在19歲時參加山田洋次導演的試鏡，也被問到同樣的題目。當時回答：『沒有。』結果對話就停止了，試鏡也因此而落選了。」山田洋次導演則表示：「我對這件事完全沒印象耶！真的很不好意思！我還真是沒眼光啊！」
- 瑛太在舞台劇《玻璃動物園》談及對深津的印象。瑛太表示：「這麼說可能會讓人誤解，她是像武士一樣的人。我對她乾脆利落的行事風格感到訝異。」一旁的深津則笑著說：「我已經不是第一次被人說像武士了，所以並不覺得驚訝。」

## 戲劇演出

### 電視劇
- 予備校ブギ（日语：予備校ブギ）（1990年4月20日 - 7月6日、TBS電視 ）- 飾 島岡真弓
- パラダイスにっぽん★初主演ドラマ（1990年7月29日、TBS電視）- 飾 藤井早苗
- ハイスクール大脱走（日语：ハイスクール大脱走）（1991年1月9日 - 3月27日、東京電視台）- 飾 栗田鶇
- ルージュの伝言 第5話「最後の春休み」（1991年4月3日 - 9月25日、TBS電視）- 飾 松本利江
- 空白の絵本（日语：空白の絵本）（1991年8月6日、NHK）- 飾 三次明子
- オンナって不思議（日语：オンナって不思議） 第一話「ロストバージン」（1991年9月27日、TBS電視）- 飾 朋美
- 壯志驕陽（1992年1月9日 - 3月26日、富士電視台）- 飾 高井桐子
- 世界奇妙物語/DOOR（1992年7月23日、富士電視台）- 飾 矢澤滿
- 夏の夜の留守番（日语：夏の夜の留守番）（1992年8月17日～8月20日、朝日電視台）- 飾 廣田芽子
- 二十歳的約定（日语：二十歳の約束）（1992年10月12日～12月21日、富士電視台）- 飾 澤井茜
- 地球をダメにする50のかんたんな方法（日语：地球をダメにする50のかんたんな方法）（1992年10月17日、NHK） - 飾 栗林禮子
- 結婚式（1993年5月7日、富士電視台）- 飾 青木
- 惡魔之吻（日语：悪魔のKISS）（1993年7月7日～9月22日、富士電視台）- 飾 朝倉幸子
- 成人之吻（日语：大人のキス）（1993年10月23日～12月18日、日本電視台）- 飾 櫻井玲子
- 為愛而活（1994年4月14日～6月30日、富士電視台）- 飾 土岐小織
- 誰よりも君のこと（日语：誰よりも君のこと）（1994年10月6日、朝日電視台）
- 青春無悔（1994年10月19日～12月21日、富士電視台）- 飾 水沼亮子
- 白雪情緣 WHITE LOVE STORY（1995年1月11日～3月22日、富士電視台）- 飾 加藤久留美（主演）
- 雙姝情緣（日语：ベストフレンド (1995年のテレビドラマ)）（1995年10月16日～12月11日、日本電視台）- 飾 野川由子
- 浪花金融道 part1（1996年2月16日、富士電視台）- 飾 高橋正子
- 透明人間 DEAD ZONE IN ZEUS（1996年4月13日～7月6日、日本電視台）- 飾 笹森飛鳥
- 大搜查線（1997年1月7日～3月18日、富士電視台） - 飾 恩田堇

大搜查線歲末特別警戒 Special（1997年12月30日、富士電視台）- 飾 恩田堇
大搜查線（番外篇）灣岸署婦警物語 初夏交通安全 Special（1998年、富士電視台）- 飾 恩田堇（客串）
大搜查線秋季犯罪撲滅 Special（1998年10月6日、富士電視台）- 飾 恩田堇
- 玫瑰之殺意～虚無供品（日语：薔薇の殺意〜虚無への供物）（1997年8月13日～8月19日、NHK）- 飾 奈奈村久生
- 成田離婚（1997年10月15日～12月17日、富士電視台）- 飾 結城玲子
- 徳川慶喜（1998年、NHK）- 飾 天璋院
- 閃亮的人生（日语：きらきらひかる (郷田マモラ)）（1998年1月13日～3月17日、富士電視台）- 飾 天野光（主演）

閃亮的人生2 Special（1999年4月23日、富士電視台）- 飾 天野光
閃亮的人生3 Special（2000年4月4日、富士電視台）- 飾 天野光
- 她們的時代（1999年7月7日～9月22日、富士電視台）- 飾 羽村深美（主演）
- 天氣預報的戀人（2000年4月10日～6月26日、富士電視台）- 飾 金子祥子
- 叫她第一名!（2001年1月11日～3月22日、富士電視台）- 飾 榮田千春
- 忠臣藏（2001年12月28日、富士電視台）- 飾 堀部穗理
- 愛的力量（2002年1月10日～3月21日、富士電視台）- 飾 本宮籐子（主演）
- 從天而降億萬顆星星（2002年4月15日～6月25日、富士電視台）- 飾 堂島優子
- 老么真命苦（2003年10月12日～12月21日、TBS電視）- 飾 柏倉（高梨）春子（主演）
- 川流入海（2003年12月12日・26日、NHK）- 飾 本間（海江田）多實
- 愛情慢舞（2005年7月4日～9月12日、富士電視台）- 飾 牧野衣咲（主演）
- 西遊記（2006年1月9日～3月20日、富士電視台）- 飾 三藏法師
- CHANGE（2008年5月～6月、富士電視台）- 飾 美山理香
- the 乘浪餐廳 第33話（2008年11月9日、日本電視台）- 飾 亞美
- 松本清張100年誕辰紀念作品・駅路（日语：駅路 (松本清張)）（2009年4月11日、富士電視台）- 飾 福村慶子
- 鬼壓床了沒 特別版 〜完美的門房（2011年11月5日、富士電視台）- 飾 西條美惠
- NHK 晨間劇 Come Come Everybody 第38回 -（2021年12月～2022年4月，NHK）- 飾 雉真瑠衣（主演）

### 電影
- 世紀末暑假（1988年、松竹）- 飾 則夫
- STAY GOLD（1988年、松竹）- 飾 蘆川理沙

（上述為水原里絵名義演出之作品）
- 滿月之吻（1989年、東宝）- 飾 高原里繪(主演)

（上述以電影角色名高原里絵名義進行活動、並以該名義發行電影插曲CD、電影上映後半年、最後以本名深津絵里公開活動。）
- 真夏の地球（日语：真夏の地球）（1991年、松竹富士）- 飾 橋本由子
- BIRTHDAY PRESENT/生日禮物（1995年、東宝 ）- 飾 川野惠里
- 春天情書（1996年、東宝）- 飾 星星（藤間美津江）(主演)
- 大搜查線1灣岸署史上最惡之三日（1998年、東宝）- 飾 恩田堇
- 太空遊俠（2000年、東映）- 飾 相田綠
- 大搜查線2封鎖彩虹大橋（2003年、東宝）- 飾 恩田堇
- 宛如阿修羅（2003年、東宝）- 飾 竹澤瀧子
- 博士熱愛的算式（2006年、松竹東急）- 飾 (管家)杏子
- 西遊記（2007年、東宝）- 飾 三藏法師 役
- 魔幻時刻（2008年、東宝）- 飾 高千穗瑪莉
- 夏威夷男孩（2009年、東宝）- 客串
- 遺失的美好/女孩物語（2009年、エイベックス）- 飾 高原菜都美(主演)
- 大搜查線3全面動員（2010年、東宝）- 飾 恩田堇
- 惡人（2010年、東宝）- 飾 馬込光代(主演)
- 鬼壓床了沒（2011年、東宝）- 飾 寶生繪美(主演)
- 大搜查線Final新的希望（2012年、東宝）- 飾 恩田堇
- 寄生獸（2014年、東宝）- 飾 田宮良子／田村玲子
- 岸邊之旅（2015年、Showgate）- 飾 薮内瑞希（主演）
- 生存家族（2017年、東寶） - 飾 鈴木光惠（主演）

### 舞台劇
- アンの青春（日语：アンの青春）（1992年3月19日～5月5日）
- 陽だまりの樹（日语：陽だまりの樹）（1995年6月5日～28日）
- NODA・MAP第４回公演「キル（日语：キル）」（1997年7月3日～13日、大阪：近鉄劇場／東京：シアターコクー）
- NODA・MAP第６回公演「半神 (舞台劇)」（1999年4月2日～5月16日、大阪：近鉄劇場／東京：シアターコクー）
- NODA・MAP番外公演「農業少女（日语：農業少女）」（2000年9月8～11月8日、東京：シアタートラム／大阪：近鉄アート館）
- 贋作・桜の森の満開の下（日语：贋作・桜の森の満開の下）（2001年6月1日～06月30日、東京：新国立劇場 中劇場）
- カメレオンズリップ（日语：カメレオンズリップ）（2004年2月6日～2月29日、東京：東急文化村）
- NODA・MAP第10回公演「走れメルス〜少女の唇からはダイナマイト！（日语：走れメルス〜少女の唇からはダイナマイト！）」（2004年12月3日～2005年1月30日、東京：シアターコクーン）
- あわれ彼女は娼婦（日语：あわれ彼女は娼婦）（2006年7月6日〜8月13日、東京：東急文化村／大阪：ION化妝品劇場BRAVA）
- 春琴（原著：谷崎潤一郎『春琴抄』、『陰翳禮讃』　製作：Complicite、世田谷公共劇場）

春琴（2008年2月21日～3月5日、東京世田谷公共劇場）
春琴（2009年1月30日～2月21日、Barbican Theatre London Britain）
春琴（2009年3月5日～3月16日、東京世田谷公共劇場）
春琴（2010年11月4日～11日、Barbican Theatre London Britain）
春琴（2010年11月18日～23日、Theatre de la Ville Paris France）
春琴（2010年12月2日～10日、東京世田谷公共劇場）
春琴（2010年12月17日～19日、台灣國家戲劇院）
- ベッジ・パードン（日语：ベッジ・パードン） bedge pardon（2011年6月6日～7月31日、東京世田谷公共劇場）
- 玻璃動物園（2012年3月10日〜4月3日、東急文化村）
- NODA・MAP第17回公演「エッグ（日语：エッグ）」（2012年9月5日～10月28日、東京芸術劇場）

### 動畫電影
- 鈴芽之旅（2022年11月11日上映，東寶）- 岩戶環[1]

## 音樂

### 單曲
- （高原里絵名義）マリオネット・ブルー (C/W)滿月之吻（victor entertainment  1988/10/21發售）
- （深津繪里+中上雅巳） NIGHT-CLUBBING (C/W)太陽也、花也、木也（victor entertainment 1991/2/21發售）

（以下譯為深津絵里時的作品）
- YOKOHAMA joke (C/W)哀しきメトロジェンヌ（victor entertainment 1988/10/21發售）
- 7滴眼淚 (C/W)他的眼淚 ・她意志（victor entertainment 1989/6/21發售）
- アプローチ (C/W)少女失格（victor entertainment 1989/11/21發售）
- ひとりずつのふたり (C/W)花嫁（victor entertainment 1992/2/21發售）
- 愛はすてき･愛は花束 (C/W)長い髪の女の子なら（victor entertainment 1992/6/21發售）

### 專輯
- applause （victor entertainment 1990/02/21發售）
- sourire （victor entertainment 1992/03/21發售）

## 廣告
- ビクターJVC 『S-VHSビデオHR-S5500』
- エースコック 『大盛中華焼きそば』『大盛りいか焼そば』
- アサヒ飲料 『アクアV』
- 三菱 『ミラージュ』（1992年）
- 花王 『ルアージュ』（1994年）
- グリコ 『キッス コレクション』（1994年）
- 日清製粉 『マ・マー スパゲッティ』（1995年）
- 明治製菓 『ポルテ』（1995年）
- DeBeers 『ダイヤモンド エンゲージリング』（1998年 - 2000年）
- JCBカード

『ミッキーの耳編』
『タイ料理編』
- フジスタッフ 『スピード写真』
- エーザイ チョコラシリーズ
- JR東海

『HOME-TOWN EXPRESS・クリスマスバージョン（クリスマスエクスプレス'88）』（1988年）
『クリスマスエクスプレス2000』（2000年）
- KDDI（DION）

『ミュージカル編』
『最先端ファッション編』
『機械に嫌われた女編』（2003年）
- サントリー

『グレフル、ピングレ、キョホグレ』
『大地と水の恵み』
- インテル

『みつばち編』
『犬のマフラー編』
『ウホハ編』（2006年）
- 森永製菓

『DARS2006モカビター 8月までの期間限定 -期間限定の女篇-』（2006年）
『DARS2007 2月までの期間限定 -占い編-』（2007年）
- カネボウホームプロダクツ いち髪

『登場篇』
『秋・訪問篇』
『冬・白壁篇』
『春・石段編』（2007年）
- 味の素ゼネラルフーヅ 『マリーム』
- サッポロビール 冬物語

『ガマンできない編』
『見ないで編』
- ヤクルト本社 ジョア（2008年）

## 電台
- ラジオガルーダばりばりマッシュルーム（1988年10月～1989年3月、日本放送） - アシスタント
- ここはグリーンウッド（ドラマ） - 新田美惠子 役

## 綜藝節目
- 森田一義アワー 笑っていいとも!（テレフォンショッキング　ゲスト、富士電視台）
- スーパークイズスペシャル（日本電視台）
  - 大人のキスチーム（1993年）、ベストフレンドチーム（1995年）、透明人間チーム（1996年）として出場
- FNS番組対抗!なるほど!ザ・春秋の祭典スペシャル（富士電視台）
  - この愛に生きてチーム（1994年春）、若者のすべてチーム（1994年秋）として出場
- FNS番組対抗!春秋の祭典スペシャル（2000年4月5日、富士電視台）
  - 天気予報の恋人チームとして出場
- 27時間テレビ みんな“なまか”だっ!ウッキー!ハッピー!西遊記!（2007年7月28日～7月29日、富士電視台）等…

## 其他
- THE世界遺産（2010年4月4日～ 每週日播出、TBS電視） - 旁白解說員

## 得獎
- 1986年

原宿小姐 優勝
- 1989年

第9屆羅馬奇幻電影節最佳女主角（『満月のくちづけ』）
- 1990年

第13屆日本電影金像獎 新人獎（『満月のくちづけ』）
- 1996年

第20屆山路文子賞 新人女演員獎（『春天情書』）
- 1997年

第18屆橫濱電影節 最佳女主角（『春天情書』）
第6屆日本映画批評家大賞 新人獎（『春天情書』）
第20屆日本電影金像獎 最佳女主角(入圍)（『春天情書』）
- 1999年

第22回日劇學院賞 最佳女主角（『她們的時代』）
第22屆日本電影金像獎 最佳女配角(入圍) （『大搜查線1灣岸署史上最惡之三日』）
- 2000年

第25回日劇學院賞 最佳女配角（『天氣預報的戀人』）
- 2001年

第28回日劇學院賞 最佳女配角（『叫她第一名!』）
- 2002年

第32回日劇學院賞 最佳女主角（『愛的力量』）
第5屆日刊體育日劇大賞 最佳女主角（『愛的力量』）
- 2003年

第28屆報知電影賞　最佳女配角（2部作品評價 『宛如阿修羅』／『大搜查線2 封鎖彩虹大橋!』）
第27屆日本電影金像獎 最佳女配角(入圍)（2部作品 『宛如阿修羅』／『大搜查線2 封鎖彩虹大橋!』）
- 2004年

第27屆日本電影金像獎 最佳女配角（『宛如阿修羅』）
- 2007年

第16屆日本映画批評家大賞 最佳女主角 (『博士熱愛的算式』)
- 2008年

第43屆紀伊國屋演劇賞 個人賞（世田谷公共劇場公演「春琴 谷崎潤一郎『春琴抄』『陰翳禮讃』」）
- 2009年

第3屆亞洲電影大獎最佳女主角(入圍)（『魔幻時刻』）
- 2010年

第34屆加拿大蒙特婁影展 最佳女演員（『惡人』）
第35屆報知電影賞 最佳女主角（『惡人』）
第23屆日刊體育電影大賞 最佳女主角（『惡人』）
第34屆日本電影金像獎 最佳女主角(入圍) （『惡人』）
- 2011年

第34屆日本電影金像獎 最佳女主角 （『惡人』）
- 2012年

第35屆日本電影金像獎 最佳女主角(入圍) （『鬼壓床了沒』）

## 外部連結
- Amuse官方網址 （页面存档备份，存于）

1. ↑  . ORICON NEWS. oricon ME. 2022-09-29  [2022-09-29] （日语）.